# Zebra Chapmanova
Zebra Chapmanova (Equus quagga chapmani) je jedním z 5 žijících poddruhů zebry stepní (Equus quagga). 

## Výskyt
Areál výskytu se táhne od severovýchodu Jihoafrické republiky na sever do Zimbabwe, na západ do Botswany, a přes Capriviho pruh v Namibii zasahuje až do jihovýchodní Angoly.

## Popis
Když se mláďata narodí, mají hnědé pruhy a v některých případech se jim nevyvíjí černé zabarvení a udržují si hnědé. Hřebci obvykle váží 270 až 360 kilogramů  a je vysoká 120–130 cm kohoutku a délka těla je 210–250 cm. Klisny váží přibližně 230–320 kilogramů a jsou vysoké jako hřebci. Zebra Chapmanova se vyznačuje pruhy podobnými zebře Burchellově, na spodní polovině nohou se rozpadají na mnoho nepravidelných hnědých skvrn.

## Potrava
Zebry žerou hlavně trávu a příležitostně keře. V současné době jsou na seznamu ohrožených taxonů v nízkém riziku, ale stejně jako všechna ostatní zvířata jsou ohroženy z důvodu likvidace stanovišť a pytláctví.

## Sociální chování
Zebry Chapmanovy žijí ve stádech až desetitisíců jedinců. Dospívající zebry žijí v harémech s trvalými členy sestávajícími z vůdčího hřebce, 1 až 6 klisen a jejich potomků. Samice zůstávají ve stejném harému po celý svůj život.

## V zajetí
Zebry Chapmanovy jsou často v zoologických zahradách a přírodních parcích umísťovány do společných výběhů s  žirafami, pštrosy a dalšími africkými zvířaty. Bylo zjištěno, že žijí až 38 let v zajetí, oproti 20–30 letům v přírodě.

## Chov v českých zoo
Zebry Champanovy chová Zoo Liberec, Zoo Brno, Safari Park Dvůr Králové nad Labem, zoo Plzeň, zoo Olomouc, zoo Hodonín a nově i zoo Dvorec.